# مادة ذكية
المواد الذكية بالإنجليزية (Smart material)، هي نِتاج للتطور الكبير لعلم المواد، حيث أن لها استخدامات كثيرة في مختلف المجالات، على سبيل المثال في مجال الفضاء، والطب، والهندسة الانشائية، وقد تزايدت في الفترة الأخيرة الأبحاث في هذا المجال وخصوصا في مجال الهندسة المدنية. وتوجد المواد الذكية في طورين مختلفين باختلاف درجات الحرارة لذلك يكون الطور الأول هو الأوستنيت ويكون عند درجات الحرارة المرتفعة، والثاني هو المارتنسيت والذي يكون عند درجات الحرارة المنخفضة، وأثناء التحول بين هذين الطورين تكتسب المواد الذكية بعض الخصائص المميزة مثل ذاكرة التشكل والمرونة الفائقة.

## نظم المواد الذكية
المواد الذكية تعرف على انها تلك التي تُظهر ارتباطا بين مجالات مادية متعددة، من الأمثلة الشائعة لهذه المواد تلك التي يمكن تحويل اشاراتها الكهربية إلى حركة ميكانيكية وتحويل الحركة الميكانيكية إلى اشارت كهربية «إنتاج تيار كهربائي»، هناك مواد أخرى التي يمكن تحويل طاقتها الحرارية إلى جهد ميكانيكي، وتحويل زوج حركة الأنواع الكيميائية التي بداخل المادة إلى خرج ميكانيكي أو إشارات كهربية. اعتمادا على فهم الخصائص الفيزيائية الأساسية لانواع مختلفة من المواد نقوم بتطوير نماذج رياضية لهذه المواد الذكية ومن ثم دمج هذه النماذج في تحليل النظم الهندسية. خلال هذا الفهم الاساسي لخصائص المواد الذكية وكيفية دمجها للأنظمة الهندسية نكتسب فهما من تلك السمات الهندسية مثل مدى الحركة، والقدرة على توليد القوة، وسرعة الاستجابة للمواد.
يتم التركيز على تطوير اساليب لتحليل وتصميم الأنظمة التي تتضمن المواد الذكية. يمكننا تعريف نظام المواد الذكية باعتبارها النظم الهندسية التي تستخدم خصائص ربط المواد الذكية لتوفير الوظيفة. نُظُم المواد الذكية التي تشبه هذا التعريف تشبه الآلة التي تستخدم لتحويل الطاقة الكهربائية كوسيلة للرصد في الوقت الحالي، ونظام تصيع رقائق اشباه الموصلات التي تستخدم المواد الذكية للسيطرة على الحركة من مرحلة تحديد المواقع مع مستوى نانو متري دقيق. وهناك امثلة أخرى تشمل استخدام مواد السيراميك الذكية كوسيلة للسيطرة على الاهتزازات من المقاتلات النفاثة أو للحد من اهتزازات المعدات البصرية الحساسة.
- المواد الذكية تشمل أيضا استخدام الأسلاك المرنة المستعارة لمحدودية قوة الرقاقات أو كوسيلة للسيطرة على التوسع في الدعامات، وفي الاجهزة الطبية التي تفيد في علاج امراض القلب والشرايين. كل من هذه التطبيقات لنظم المواد الذكية تتطلب معرفه للخصائص الأساسية للأنواع المختلفة من المواد الذكية، واساليب لنمذجة آليات ربط لهذه المواد، ومناهج الرياضيات لإدماج نماذج مادية في نماذج النظم الهندسية.

## أنواع المواد الذكية
دراسة المواد الذكية ونظم المواد الذكية كانت تعتمد على دراسة قواعد السلوك المختلفة «التخصصات المختلفة» خلال العشر إلى عشرين سنة الماضية، قد تم العثور على عدد من المواد الذكية اعتمادا على خصائص المواد المثيرة للاهتمام. بعض هذه المواد يحمل تغيرا في الحجم عندما يتعرض إلى حافز خارجي مثل الجهد الكهربائي، والبعض الآخر يتقلص، أو يتوسع، أو يتحرك عند تسخينه أو تبريده. وانواع أخرى من المواد الذكية لاتزال تنتج اشارات كهربائية عندما تنحني أو تتمدد. وتوجد أسماء أخرى لهذه الأنواع من المواد مثل المواد الذكية، والمواد التكيفية.
يمكن تحديد حالة زوج من المتغيرات من حيث الفكر على انها وسيلة لتحديد حجم أو موقع بداخل مجال مادي. على سبيل المثال فإن المجال الميكانيكي، حالة المتغيرات هي حالات الضغط العصبى والتوتر «حالات الإجهاد والانفعال» داخل تلك المواد. مثال آخر على المجال المادي هو المجال الكهربائي، والذي تكون فيه المتغيرات هي عبارة عن مجال كهربية وإزاحه كهربية للمواد.

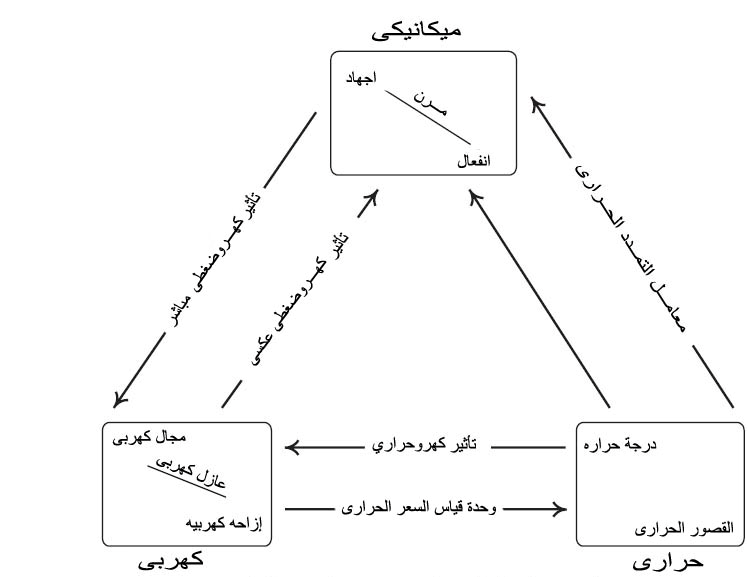
التمثيل المرئى للازدواج بين المجالات الطبيعية

تعريف المجالات المادية وحالة المتغيرات المرتبطة بها يسمح لنا بأن نكون أكثر دقة في تعريفنا لمصطلح الازدواج. الازدواج يحدث عندما يتم التغير في حالة المُتَغَير في مجال مادي واحد ويؤدى التَغَيُر في حالة المُتَغَير إلى فصل مادي للمجال. ويعرف الازدواج عامة بأنه مزيج من الأسماء المرتبطة مع مجاليين ماديين.على سبيل المثال التغير في درجة الحرارة للمادة هو الذي يغير الحالة في المجال الحراري، ويمكن أن يؤدى إلى تغير في حالة الانفعال، والذي يكون تغير في الحالة الميكانيكة. هذا النوع من الازدواج يسمى ازدواج الميكانيكا الحرارية بسبب ازدواج يحدث بين المجالات الحرارية والميكانيكية. تمثيل المفهوم المرئى للإزدواج بين كلا من المجالات الطبيعية يوضح في الشكل المقابل.
كل مستطيل في هذا الرسم يمثل مجالا طبيعيا واحدا، إما ميكانيكي، أو كهربي أو حراري. البيانات المسجلة في كل مستطيل تمثل حالة المتغيرات المرتبطة بكل نطاق. الخطوط المرسومة (الجسور) داخل كل مستطيل هي الخاصية الطبيعية التي تربط بين حالة المتغيرات. الخصائص المرنة للمادة ترتبط بحالة الإجهاد والانفعال في المادة، والخصائص العازلة ترتبط بحالة المتغيرات الكهربية. الربط بين المجالات الطبيعية يمثل بواسطة الأسهم التي تربط المستطيلات مع بعضها. على سبيل المثال إنتاج الطاقة الكهربية بواسطة التحفيز الحراري يطلق عليها (تأثير كهرو حراري). وبالمثل فإن الاختلاف في الإجهاد والانفعال الميكانيكي بسبب وجود تحفيز حراري يطلق عليه التمدد الحراري.

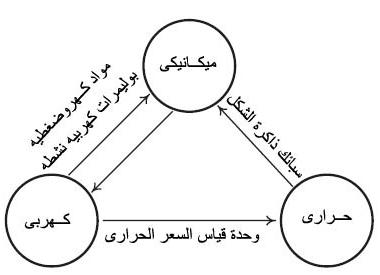
المواد مختلفة الازدواج

علينا ان نركز على المواد التي يظهر فيها نوع واحد فقط من نوعي الازدواج: الميكانيكا الكهربية أو الميكانيكا الحرارية. وتتميز المواد الكهروميكانيكية من خلال قدرتها على تحويل الإشارات الكهربية إلى استجابة ميكانيكية، وعلى النحو المتبادل تحويل الحافز الميكانيكي إلى اشارات كهربية. حقيقة وجود علاقة متبادلة بين الإزوداج الميكانيكي والكهربي يدفعنا لتحديد هذه المواد باعتبارها مظهر لإتجاهين مزدوجين. المواد الميكانيكية الحرارية التي يتم دراستها هي مثال على تلك المواد التي تسلك ما نسميه ازدواج في اتجاه واحد. عند تسخين المواد الميكانيكية الحرارية فإنه يحدث لها تشوه ميكانيكي، لكن على خلاف المواد الكهربية، فإنها لاتنتج ارتفاعا في درجات الحرارة عندما يحدث لها تشوه ميكانيكي. يمكن التركيز على فهم خصائص الازدواج لثلاثة أنواع من المواد الذكية. مواد كهروضغطية، وهي أول مجموعة من المواد التي تم دراستها، تحويل الطاقة بين المجالات الميكانيكية والكهربية. سبائك ذاكرة الشكل، وهي ثاني مجموعة من المواد التي تم دراستها وهي المواد التي يحدث لها تشوه عند تسخينها وتبريدها. الفئة الثالثة هي مجموعة من البوليمرات الكهربية النشطة والتي تحمل ازدواج كهروميكانيكي. ويوضح الشكل المقابل بإيجاز العلاقة بين المجالات الكهربية والحرارية والميكانيكية للمواد.
روؤس المثلث الثلاثة تمثل المجالات الفيزيائية والترابط فيما بينهم بالاسم. تقدم وسائل لدراسة الطبقات الثلاثة الواسعة للمواد المذكورة اعلاه. يتم دراسة الازدواج الكهروميكانيكي الذي يوجد بداخل المواد في المواد الكهروضغطية. وهذا يتطلب دراسة لتحديد الخصائص الفيزيائية الأساسية للمواد الكهروضغطية والتمثيلات الرياضية للإزدواج الكهروميكانيكي في هذه المواد. كما تتم دراسة سلوك الميكانيكا الحرارية لسبائك ذاكرة الشكل. كما هو الحال مع المواد الكهروضغطية والتي تم مناقشة ما يتعلق بخواصها الفيزيائية الأساسية وذلك في إطار النماذج الهندسية لهذه المواد. البوليمرات الكهربية النشطة هي الفئة الثالثة وهي فئة من المواد التي يظهر فيها الازدواج الكهروميكانيكي. هذه المواد تتشابه وظيفيا مع الاجهزة الكهروضغطية ولكن بها عدد من الخصائص المثيرة للاهتمام والتي تجعلها مفيدة للتطبيقات في الاجهزة الكهروضغطية الغير مناسبة.

## لمحة تاريخية عن المواد الكهروضغطية، سبائك ذاكرة الشكل والبوليمرات الكهربية النشطة
قصة هذه المواد تبدأ في القرن التاسع عشر عندما اكتشف الأخوين بيار كوري وجاك كوري ان عدة مواد طبيعية بما فيها الكوارتز وملح روشيل، تعرض خواص مثيرة للاهتمام. أظهر كوري انه تم إنتاج طاقة كهربية عندما تم فرض ضغط على المواد الميكانيكية. اظهروا هذا الربط عن طريق قياس الشحنة الناجمة عبر اقطاب كهربية تم وضعها على المواد عندما خضعت لتشكل معين. تدل على ان لها تأثير كهروضغطي. بعد عدة سنوات تبين ان المواد الكهروضغطية اظهرت خواص متبادلة، وهي انه قد استحث حدوث ضغطا ميكانيكيا عندما تم تطبيق إشارة كهربية على المادة.
وكان الازدواج الكهروميكانيكي الذي تم اكتشافه من قبل كوري مثيرا للاهتمام ولكن للأسف ليس مفيد جدا، ويرجع ذلك إلى حقيقة ان كمية الإشارة الكهربائية التي ينتجها التشوه الميكانيكي كانت صغيرة جدا في العصر الحديث، حيث سوف نطلق عليه توصيل ضعيف مقارنةً بما كان عليه من مواد أخرى. كانت جدوى هذه المادة الجديدة محدودة جدا لان اجهزة قياس الناتج الكهربائي أو الميكانيكي لم تكن موجودة في هذا الوقت. تزايد الاهتمام بالمواد الكهروضغطية في اوائل القرن العشرين ويرجع ذلك إلى بداية الحرب العالمية الأولى وتطوير وسائل جديده للحرب. وكانت الغواصة هي السلاح الوحيد الذي اكتسب شهرة خلال الحرب والتي كانت تستخدم على نحو فعال جدا ضد بريطانيا العظمى في محاولة لتدمير طرق التجارة التي زودتها، وقام رجل فرنسي بتطوير جهاز تحت الماء، واستخدم المحول الذي به الكرستالة الكهورضغطية لإنتاج إشارة ميكانيكية وقياس ردها الكهربائي كوسيلة لتحديد الغواصات. وكان هذا العمل هو اساس السونار واصبح واحدا من التطبيقات الهندسية الأولى للتأثيرات الكهروضغطية التي تم اكتشافها في اواخر القرت التاسع عشر.
حفزت الحرب العالمية الثانية تقدما أكثر حتى في المواد الكهروضغطية وفي الاجهزة. بالإضافة إلى تحسينات في السونار، وبدأت التطورات في مجال الاكترونيات لتحفيز استخدام المواد الكهروضغطية كما في المذبذبات الاكترونية والفلاتر. الحاجة إلى مواد كهروضغطية أفضل كانت هي الدافع وراء تطوير المواد الاصطناعية التي اظهرت الخصائص الكهروضغطية.
وكان تيتانات الباريوم قبل المواد الكهروضغطية والتي كان لها خواص كهروضغطية وحرارية مما جعلها تتفوق على بللورات الكوارتز. التقدم في مجال المواد الكهروضغطية الاصطناعية ادى إلى استخدامها في المرشحات الخزفية للإتصالات والإذاعة، فضلا عن التطبيقات الأخرى، مثل خراطيش الفوتوجراف في تسجيل اللاعبين.
في نفس الوقت فانه يتم إجراء تطورات لاحراز تقدم في الاجهزة الكهرضغطية، ويجري تنفيذ البحوث الأساسية على سبائك ذاكرة الشكل والبوليمرات الكهربية النشطة. التطويرات الأولى للمواد التي اظهرت حدث هام هي ذاكرة الشكل وكان بشكل قوى في عام 1965 في مختبر المعدات الحربية البحرية في الولايات المتحدة الإمريكية. مجموعة من الباحثين اثبتوا ان سبيكة من النيكل والتيتانيوم قد اظهرت خصائص هامة لذاكرة الشكل عند تسخينها، وهذه السبيكة أصبح اسمها النيتينول (مختبر ذخائر النيكل والتيتانيوم البحري)، واصبحت سبائك ذاكرة الشكل واحدة من أهم المتغيرات الأكثر فائدة، ويرجع ذلك لخصائصها الميكانيكية وقدرتها العالية على استرداد الانفعال بنسبة كبيرة. في نفس الوقت تقريبا اظهر (كوهن كاتشالسكاي) ان المواد البولمرية سوف تظهر تغييرا في الحجم عند وضعها في محلول مختلف في قيم درجة الحموضة. وكان هذا العمل بارز للمواد البوليمرية الكهربية النشطة، لانها اثبتت ان التحفيز الكيميائي يمكن ان يحفز الضغط الميكانيكي في مادة البوليمر. واعقب هذا العمل الذي حدث في اواخر 1940 وفي اوائل 1950، من خلال العمل في ما يقرب العشرين عاما من قِبَل (جرود زينسكاى) في استخدام الياف الكولاجين، البوليمر الذي يحدث بشكل طبيعي، اجهزة الإستشعار والمحركات الميكانيكية والكهربية. استمر العمل على تطوير المواد الكهروضغطية في تحسين موازٍ مع التطورات البارزة في مواد ذاكرة الشكل والبوليمرات الكهربية النشطة. ادى اكتشاف تيتانات الباريوم لدراسة تراكيب المواد الآخرى. ادى هذا العمل إلى تطوير الرصاص (تيتانات – زركونات) (PTZ) في الخمسينات والسيتينات. اظهرت (تيتانات – زركونات) خصائص كهروضغطية متفوقة على (تيتانات الباريوم)، ولا تزال أكثر المواد الكهروضغطية المستخدمة على نطاق واسع.

## احدث التطبيقات للمواد الذكية وانظمة المواد الذكية
في اواخر سنة 1970. حدثت التطورات الاساسية في مجال صنع المواد الكهروضغطية والبوليمرات الكهربية واشكال الذاكرة في اخر 20-25 سنة لوحظ ان هناك عدد كبير من الانظمة الهندسة تستفيد من تلك الأنواع الثلاثة من المواد الذكية والمواد الكهروضغطية هي الأكثر انتشارا في التطبيقات العامة في حساسات الحركة والقوة.
بلورات المواد الكهروضغطية هي العنصر المحول لحساسات الضغط الديناميكي وخلايا التحميل ومزايا هذه التطبيقات ارتفاع الصلابة الميكانيكية وانخفاض الكتلة الامر الذي يؤدي إلى سرعة رد فعل في عملية الاستشعار عن بعد. المواد الكهروضغطية أيضا تستخدم في اجهزة الوزن الدقيقة والمعروفة باسم نظم الميكانيكا الكهربية الدقيقة باعتبارها هي العنصر المحول في عناصر الإستشعار عن بعد وأيضا هي العنصر الفعال في المضخات الصغيرة. هناك أيضا تطبيق شائع للمواد الكهروضغطية في الكابولي للمجاهر الذرية القوية والتي احدثت ثورة في المجهر نظرا لقدرتها على الصور. وتعالج ببراعة ملامح (النانو سيكل). هناك عنصر مبدئي في انظمة المجاهر هو عبارة عن كابولي في المواد الكهروضغطية التي تهتز عند تردد عال جدا بناء على امر من مئات من الكيلوهرتزات. وهذا لغرض قياس تضاريس السطح أو لدراسة قوة التفاعل بين الناتئ والسطح المراد قياس التضاريس عليه. والدقة العالية للانظمة المجهرية تعود إلى ارتفاع وتيرة التذبذب في ناتئ والتي أيضا تؤول إلى خواص المواد الكهروضغطية.

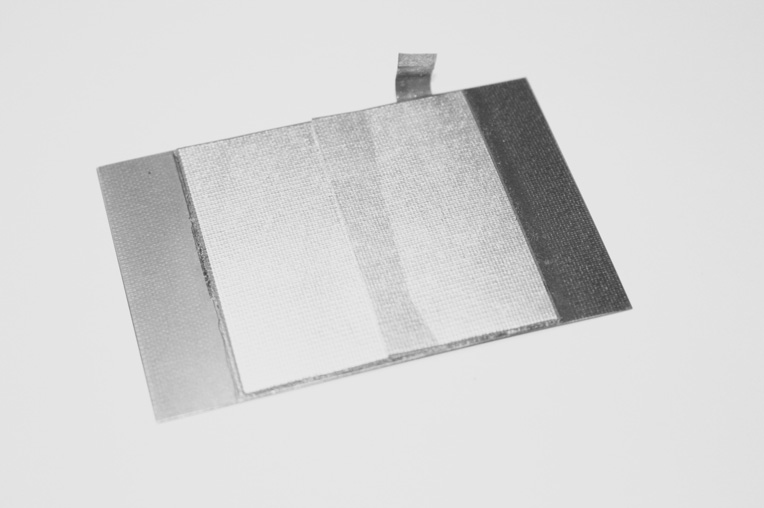
المواتير اللولبية

المواد الكهروضغطية تحدد أيضا بدقة المواقع في المراحل المجهرية لهذه المواد، أيضا لها القدرة لفحص العينات بدقة (النانومتر). هناك خصائص تشغيل للاجهزة الكهروضغطية وأيضا تذهب تلك الخصائص في المواتير الكهربية وأكثر من تلك المواتير الكهروضغطية دراسة المعروفة بالمواتير اللولبية.
المواتير ترجع الآن إلى مبدا المواتير اللولبية أصبحت متاحة عند سرعات واحمال مختلفة وتستخدم خاصية قدرة المواد الكهروضغطية في التذبذب عند الترددات العالية. مؤخرا استخدمت المواد الكهروضغطية في مواتير المضخات الهيدروليكية للتحكم في كمية الضغط وعملية الاهتزاز للمواد الكهروضغطية عند الترددات العالية هي الامر الاساسي.
واسخدمت الاجهزة المعروفة باسم استشعار سطح الموجة الصوتية (الاستشعار عن بعد) أصبحت طريقة لقياس التغيرات الصغيرة في الكتلة والسطح المفيدة أيضا في الكشف عن العوامل الكيميائية والبيلوجية.

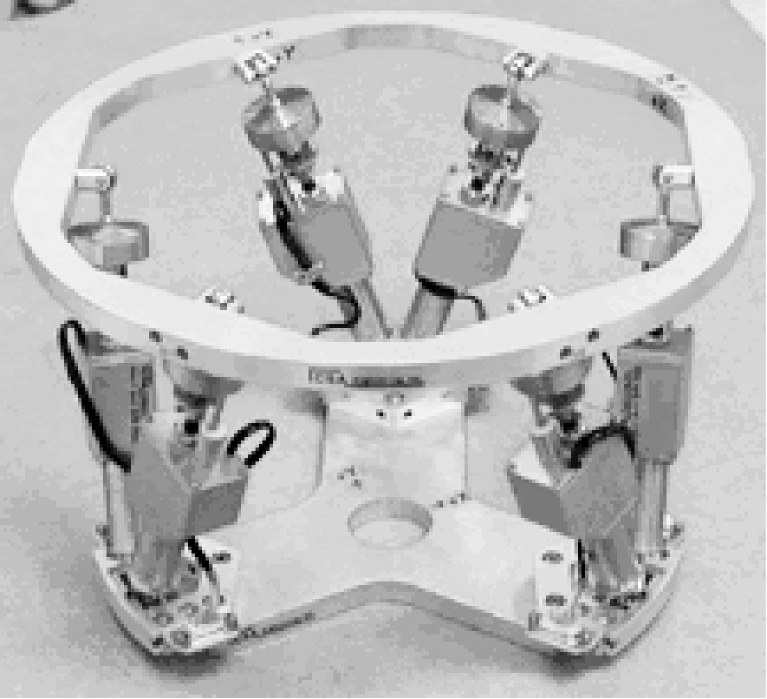
منصة عزل الاهتزازات

نظم إنتاج المواد الكهروضغطية تم تطويرها في مجالات عدة للحد من الاهتزازت والضوضاء: تواصلت الأبحاث في مجال المواد الكهروضغطية للسيطرة على اهتزاز ذيل الطائرات المقاتلة لديها. وكذلك مراقبة الاهتزاز على المنصات الفضائية عالية الدقة. وكما يتضح من الصورة منصة عزل الاهتزازت هي أحد التطبيقات المقصورة على فئة معينة في منع الضوضاء والاهتزازية. تم استخدام المواد الكهروضغطية للسيطرة على انتقال الضوضاء خلال الواح صوتية، التطبيقات في الحد من الاهتزاز والضوضاء جانب من تطوير شرائح المواد الكهروضغطية.
استخدمت السبائك كمحركات لمنع الاهتزاز وصممت تلك السبائك لتناسب التطبيقات التي تطلب كميات كبيرة في التشكل مثلا سبائك اشكال الذاكرة تتيح انفعالات أكبر من الإنفعلات التي تنتجها الاجهزة الكهروضغطية. 
عيوب سبائك اشكال الذاكرة ان قدرتها على اخماد الاهتزازات عند التردادت العالية محدودة وأيضا بطيئة الاستجابة وأيضا مواد اشكال الذاكرة تستخدم بشكل سلبي بالنسبة للاجزاء المشاركة في الاهتزاز. تستخدم بشكل صغير سبائك اشكال الذاكرة في الاجهزة الالية كصورة لمدى كبير في الحركات والسكون.
ومن أكثر الاستخدامات الشائعة لسبائك اشكال الذاكرة ترجع إلى الإجهاد والانفعال وفي المستقبل نقدم مفهوم عن (pseudoelasticity) والذي يوضح علاقة غير خطية بين الإجهاد والانفعال في سبائك اشكال الذاكرة والتي تستخدم في النظارات. وميزة سبائك اشكال الذاكرة في تلك التطبيقات انها لها قدرة كبيرة على التشكل دون المعاناة من التشكل اللدن توافق مع الحياة تتيح استخدام سبائك الذاكرة في التطبيقات الطبية كالدعامات والذي تتكون من سبائك اسطوانية يتناغم ان يوسع عند وضعها في شريان أو وريد فتح الاوعية الدموية واستعادة تدفق الدم.

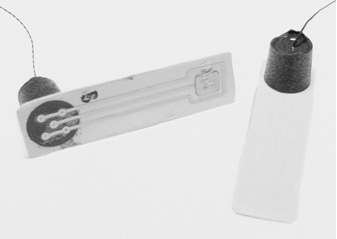
تطبيقات بوليمرات ذات نشاط كهربى

الاحتياج إلى تشكل كبير في المحركات ادى إلى استخدام بوليمرات ذات نشاط كهربائي للتطبيقات في التحكم الحركي. المواد السيراميكية ذات النشاط الكهربائي تكون مواد خفيفة والتي تنتج مدى واسع من التشكلات التي تستخدم في الوضع الكهربائي. اغلب التطبيقات في البوليمرات الكهربية أصبحت محدودة بسبب قلة الداعمين. ومؤخرا شركة وحيدة أنتجت وباعت تلك البوليمرات الكهربية وهناك شركات اضافية باعت أيضا تلك البوليمرات. تسمى تلك البوليمرات بالعضلات الصناعية. وتصمم لكى تدخل في التطبيقات التي تطلب مدى واسع من الحركة ولكن تحتاج إلى قوة اصغر من تلك القوة المستخدمة من السيراميك والمعادن.
التطور في مجال الحساسات والمتحكمين للمواد الذكية مكن من استخدامها في الانظمة الهندسية الواسعة. بذل مجهودا واسعا سنة 1990 لتطوير أنواع جديدة للتحكم في الاسطح لتثبيت اجنحة الطائرة وتعد من أهم المجهودات الناجحة لاستخدام خاصية من خواص المواد الذكية الكثيرة للحد من الاهتزازت والتحكم في الحركة.
وتستخدم المواد الكهروضغطية وسبائك الذاكرة كعناصر فاعلة في تشكيل اسطح الطائرات. سباءك الذاكرة نستطيع ان نستفيد منها في الاجزاء الأكثر انحنائا وتقل تحكم في الترددات. في حين تم استخدام محركات كهروضغطية بالموجات فوق الصوتية والسيطرة على مرونة الاسطح على الحافة من الجناح. استخدام المواد الكهروضغطية درست بشكل عميق في استخدامها للتحكم بالاجزاء الدورانية في الطائرة كما في الشكل. وأيضا المواد الكهروضغطية وسبائك الذاكرة استخدمت تحريف شفرة الدوار من خلال السيطرة على اللوحات لديها.
واحد من اغراض هذا البحث هو توضيح المفهوم النظري لاستخدامات المواد الذكية في مختلف المجالات الهندسية. بعض المواد قادرة على إنتاج قوة كبيرة ولكن تؤدى إلى حركة بسيطة والبعض الآخر قادر على إنتاج تشكل كبير عند التاثير علية بقوة صغيرة. بعض المواد تستجيب بسرعة عالية والبعض الآخر تتاخر استجابته.

## أنواع اضافية من المواد الذكية
هؤلاء الذين يعملون في مجال المعادن الذكية سيلاحظون ان ما تم ذكرة من أنواع المواد هو مجرد جزء بسيط من المواد التي تم تصنيفها مواد ذكية أو نشطة. فمثلا نحن لا ندري نوع المواد التي تم استخدامها لتطبيقات المواد الذكية كما هو الحال لعدد لا نهائى من تطبيقات انظمة الاتصال. هذه المواد المعروفة باسم الألياف البصرية اخذت مكانة بين المواد الذكية لاستخدامها في اجهزة استشعار الحركة مثل المراقبة الصحية والهيكلية بالإضافة لخصائصها الحساسة استخدمت الألياف البصرية لتحل محل كابلات النحاس في شبكات الاتصالات.
مجموعة أخرى من المواد التي لا تلقى أي اهتمام هي المواد التي تعطي مجال مغناطيسى عند الحركة. هذه المواد المعروفة باسم المواد الحساسة للمجال المغناطيسي تمثل نوعا مهما من أنواع المواد الذكية. هي مواد مهمة لتطبيقات التحكم في الحركة وتستخدم كعناصر في انظمة الحث للضر الغير تدميرى. 
مجموعة أخرى التي لها خصائص بصرية هي المواد الكهرولونية المستخدمة في اجهزة العرض والانظمة التي بها تحكم في تغير الألوان. 
توجد ابحاث تناقش الخواص الاساسية لمجال واسع من المواد اختصارا لكي تتاح الفرصة للباحثين لعمل ابحاث على أحد أنواع المواد بتعمق كبير.تحديد مجال المعالجة يتيح لنا ان نقدم مواضيع ذات اطار ويستند ذلك على الخصائص التاسيسية والحرارية كمثال على ذلك المواد الكهروضغطية وانظمتها في اطار مشترك من الخصائص التاسيسية القائمة على القواعد الاساسية للديناميكا الحرارية. 
وهذا يتيح لنا ان نربط هذه المبادء الاساسية لنموذج سبائك الذاكرة وبالتالي يمكن المقارنة المباشرة بين خصائص هذه المواد.

## خصائص المواد الذكية
خصائص المواد الذكية بالمقارنة مع المواد التقليدية:
اثنين من الخصائص التي تستخدم عاده لمقارنة المواد الهندسية هي الكثافة ومعامل المرونة. 
كثافة المادة هي طبيعة الكتلة إلى وحدة التخزين؛ وفي الوحدة العالمية (SI) يتم قياسها ب (kg/m3).
معامل المرونة من خاصية المواد التي تتعلق بالاحمال المطبقة على المواد الصلبة إلى ناتج التشوه ويوجد تعريفات دقيقة لمعامل المرونة ولكن الآن ليس من المهم سوى ان نلاحظ انه من تطبيقات التحميل. 
والمواد التي تحتوي على معامل مرونة عالي سوف تخضع إلى اقل تشوه من المواد التي تحتوي على معامل مرونة قليل؛ وبالتالي فان المواد ذات معامل مرونة أعلى تكون أكثر صلابة من المواد (اللينة) التي لديها معامل مرونة منخفض.
الكون متكون من مواد تغطي مجموعة واسعة من الكثافة وقيم المعامل. والكثافة من جميع المواد تختلف عموما خلال ما يقرب من ثلاث درجات. 
القيم المنخفضة للمواد ما يقرب من (0.01 kg/m3) للرغاوي والقيم العالية يمكن ان تصل إلى (20 kg/m3) لبعض المعادن والسيراميك. وفي المقابل؛ فان الاختلاف في معامل المرونة للمواد يمتد حوالي سبعة اضعاف من الحجم؛ من حوالي 1 كيلو باسكال للرغاوي للمواد اللينة والمواد المرنة إلى ما يقرب من (1000 Gpa) لبعض الخزفيات.

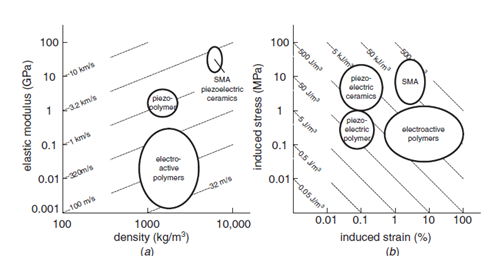
مقارنة بين بعض خواص مواد المحركات

كهرضغطية المواد وسبائك ذاكرة الشكل لديها قيم معامل البناء من (10 إلى 100 GPa) ذات الكثافة الذي هو عادة في نطاق (7000 إلى 8000 kg/m3).
كهرضغطية البوليمرات أكثر نعومة من المواد التي معامل المرونة هي على الترتيب من (1الى 3 GPa) مع كثافة (1000 إلى 2000 kg/m3) تقريبا. 
(Electroactive polymers) عادة ما تكون هذه المواد أنعم واقل كثافة.
وهي لها معاملات الرجوعية التي تغطي مجموعة واسعة المدى من ما يقرب من1 ميغا باسكال أكبر من 500 ميغا باسكال وكثافة القيم التي تتراوح من (1000 ال 3000 kg/m3). ويورد موجز لهذه القيم في الشكل المقابل.
التصميم الهندسي غالبا ما يتطلب المواد التي تحتوي على معاملات عالية وتكون خفيفة الوزن. المواد عالية المعاملات وخفيفة الوزن تكمن في الجزء العلوي الأيسر من الشكل السابق؛ وخاصة المواد التي تتعلق بمعاملات والكثافة وهي سرعة الموجة. التي تعرف بانها الجذر التربيعي لمعامل طبيعة الكثافة والخطوط المتقطعة في الشكل السابق. وتمثل الخطوط المستمرة موجة السرعة. وارتفاع 1 كيلومتر لكل ثانية. وسرعه الموجة تتصل أيضا بخصائص ديناميكية المواد منذ وسائط الاهتزاز الأساسية للبنية هي متناسبة مع مواد سرعة الموجة. من الشكل السابق نلاحظ ان موجة السرعة تمتد عموما القيم من 10 م/ث إلى أكثر من 1 كم/ث.
التطبيقات التي تمت مناقشتها تسلط الضوء على استخدام المواد الذكية كما المحركات والمشغلات. تحليل وتصميم النظم التي تتضمن محركات المواد الذكية للتطبيقات مثل التحكم في الحركة والتخميد وتمنع الاهتزاز ومحرك المواد وكثيرا ما تقارن من حيث القوة والحركة التي يمكن ان تولد تحت تطبيقاتها الحافزة. ومترية أخرى مهمة لمواد المشغلة هي السرعة مع التي تستجيب لتحفيز القيادة.
القوة والتشريد امثلة على الخصائص الخارجية (أي تلك التي هي وظيفة لهندسة المواد أو الجهاز). غالبا ما يكون من المفيد مقارنة المواد من قبل بعض الخصائص الجوهرية: أي الخصائص التي لا تعتمد على الهندسة وخصائص المواد الجوهرية التي تعتبر مهمة لاجراء مقارنات المحرك هي الإجهاد والانفعال التي يتم إنتاجها من جانب تحفيز تطبيقها. ويعرف الإجهاد بوصفه بالقوة المطبقة في وحدة المساحة.
أنواع المواد الثلاثة التي علينا ان نركز عليها هي: كهرضغطية المواد وشكل الذاكرة والسبائك والحركة الإلكترونية للبوليمرات وتمثل ثلاثة أنواع من المواد التي لديها مجموعة من الخصائص تشتغل بشكل عام والمواد الكهرضغطية من فئه من المواد التي تنتج سلالات صغيرة؛ وعادة سوى جزء واحد في الالف. سلالات من هذا الحجم تحدد عادة كنسبة مئوية وبالتالي؛ سلالات من اجزاء في 1000 ستكون على النحو المحدد 0.001 أو 0.1 % سبائك ذاكرة الشكل هي المواد التي تنتج سلالات كبيرة وعادة بناء على امر من 4 إلى 8 % وهناك عدة فئات من الحركة الإلكترونية للبوليمرات والضغوط التي تنتجها مختلفة التطبيقات من هذه المواد تتراوح من 1% لتصل إلى أكبر من 100 % تبعا لنوع المواد.
الانفعالات التي تنتجها هذه الفئات الثلاث من مواد تمتد أيضا لمجموعة واسعة. يمكن السيراميك كهرضغطية من الصعب إنتاج الإجهاد يشتغل بناء على أمر من عشرات ميجاباسكال سيكون لتصور قوه (1N) تطبيقها على مساحة مع ابعاد (1mm x1mm) هذا من شأنه أن يكون معدلات (1MPa) من الإجهاد. 
وبالتالي؛ يمكن ان تنتج كهرضغطية السيراميك عشرات النيوتنات من القوة على مساحة (1mm2). وهناك طبقة من كهرضغطية المواد التي عادة ما تكون أخف بكثير من كهرضغطية السيراميك.
كهربية اجهاد مواد البوليمر لا تنتج سوى 1/10 إلى 1/100 من الضغط التي تنتجها كهرضغطية السيراميك سبائك ذاكرة الشكل؛ من ناحيه أخرى؛ تنتج الإجهاد في نفس النطاق كما ان من السيراميك كهرضغطية (عشرات من ميجاباسكال) من حين تنتج الضغوط على الترتيب من 4 ال 8 %.
الحركة الإلكترونية هي مواد البوليمر عادة ما تكون مواد لينة؛ ولكنها يمكن ان تنتج أيضا الانفعال في نطاق 1-10 ميغابسكال وذلك بسبب الإجهاد كبير القدرة.
وللمقارنة العامة للمواد الكهرضغطية وسبائك ذاكرة الشكل والحركة الإلكترونية ويظهر في البوليمرات، باعتبار مؤامرة من الانفعال القصوى المنتجة بواسطة هذه المادة على المحور الرأسي مقابل سلالة أقصى أنتاجها على المحور الافقي. 
السيراميك كهرضغطية تحتل عموما الجزء العلوي الأيسر من رسم بياني لأنها تنتج سلالة الصغيرة واجهاد كبير. من حيث الحركة الإلكترونية مواد البوليمر تحتل عموما الجزء السفلي الأيمن من الرسم البياني لأنها مواد كبيرة الإجهاد سلالة الصغيرة سبائك ذاكرة الشكل هي المواد التي تدفع ابعد إلى الجزء العلوى الأيمن من الرسم البياني.
ويرجع ذلك إلى حقيقه أنها يمكن ان تنتج اجهاد كبير وانفعال كبير في بعض التطبيقات؛ والمعلومات الأكثر اهمية للمواد هي امتلاك القدرة على إنتاج الإجهاد والانفعال في هذه التطبيقات فاننا نرى ان المواد التي تقع في الجزء العلوى الأيمن من الرسم البياني ستكون أكثر مرغوبة.

## تطبيقات التحكم في الحركة
أحد الاستخدامات الأكثر شيوعا للمواد الذكية في مجال التحكم في الحركة، تطبيقات التحكم في الحركة موجودة في كل مكان في المجتمع الحديث ومنها: 
1. التحكم في اسطح الطائرات
2. رؤس الطابعة في الطابعات النافثة للحبر
3. الاجزاء متناهية الدقة في اشباه الموصلات
4. رقائق لتصنيع الالكترونيات الدقيقة

فكل هذا يعتبر أمثلة هندسية مهمة في التطبيقات التي تتطلب تحديد المواقع والتحكم فيها.

## التطبيق النموذجي في التحكم في الحركة
يتطلب المحرك قوة وجهاز استشعار لقياس الموقع والسرعة، أو للتسارع للكائن، وذلك عند بداية الحركة تم يقل حيث انه عند بداية الحركة تبدأ عملية التحام في الحركة بطريقة تقليدية قد تكون عبارة عن ادراج كهربية أو التحكم بطريقة هيدروليكة أو عن طريق التحام بطرق هوائية 
وفي الحقيقة يرجع ذلك إلى انها متاحة بسهولة ولاستيعاب مجموعة واسعة من التطبيقات 
حيث ان عناصر الاستشعار تشمل العناصر الكهربية والمغناطيسية التي تقيس الكميات الفزيائية ذات الصلة. 
على سبيل المثال، LVDT
هو جهاز الكهرومغناطيسية التي يمكن إخراج الجهد النسبي للإزاحة أو السرعة، 
يتم تحديد المواقع عن طريق عملية التحكم في فتح حلقة أو حلقة مغلقة ونتيجة لوجود ردود الأفعال يمكننا الاستفادة من وجود نظام مراقبة لزيادة دقة تحديد الموقع أو للحد من الآثار غير المرغوب فيها مثل deadband وstiction في النظام.
المواد الذكية مثل اجهزة البيزواليكتريك (piezoelectric) وسبائك ذاكرة الشكل (shape memory alloys) أو المواد التي لها تأثير كهربي، 
حيث ان يمكن البوليمرات لا توفر كثيرا من مزايا تطبيقات التحكم في الحركة مقارنة بالمزيد من التقنيات التقليدية. العديد من تطبيقات التحكم في الحركة تتطلب القيادة العليا وعرض النطاق الترددي، وهذا يعني أن النظام يجب أن يستجيب بسرعة للتغيرات في المدخلات
المواد الذكية مثل (piezoelectric) أو (electrostrictive) تستطيع الاستجابة للأوامر في اجزاء ثانية أو احيانا في ميكرو ثانية مما يجعلها مفيدة في بعض التطبيقات 
العديد من تطبيقات التحكم في الحركة أيضا تتطلب دقة نانوميتر أو الميكروميتر في تحديد الموضع والتي غالبا ما تكون صعبة عندما نريد تطبيقها مع النظم الهيدروليكية التقليدية أو النظم التي نستخدم فيها تكنولوجيا الهواء المضغوط. 
مواد الحالة الصلبة السيراميك مثل (piezoelectric and electrostrictives) تمكن أخيرا من تصميم انظمة معقدة لتحديد المواقع، بعض التطبيقات تتطلب حركة كبيرة في الفراغات المدمجة وفي هذه الحالة سبائك ذاكرة الشكل أوالبوليمرات و (electroactive) يكون من المفيد استخدامها، نظرا لقدرتها على إنتاج سلالة كبيرة على الحاثة الكهربائية أو الحرارية.

## الفائدة الميكانيكية للكهرو أجهادية (piezoelectric) في المحركات
استخدمت بعض المعادلات التأسيسية لاشتقاق تعابير محول لمجموعة كهرضغطية (piezoelectric) للمحركات ثنائية الاوجه لتحليل الضوء، تقتصر هذه الطريقة في عملها على كميو خروج حزمة (piezoelectric) من المعدن حيث تكون مجبرة بالامر من submicrometers لعشرات من ميكرومتر. في حين أنه يمكن ل (piezoelectric) المحركات الثنائية الاوجه توليد الإزاحة الناتجة بناءا على أمر من مئات ميكرومتر إلى 1 ملليمتر تقريبا. حيث ان الاساس في مفاضلة زيادة الإزاحة الناتجة باستخدام المحركات الثنائية يكون تخفيض كبير في قوة الإنتاج مقارنة باستخدام (piezoelectric) في هذه العملية، ويوجد الكثير من المعادلات التفاضلية التي تشرح هذا الموضوع بتفاصيله حيث اننا إذا لم نستخدم تقنية (piezoelectric) سوف نستهلك جزء كبير من قدرة المحرك في سبيل ذلك حيث ان الانحراف الحر يتناسب مع عدد الطبقات بينما القوى المحجوبة تتناسب مع مساحة المقطع العرضي وبالنسبة لل (piezoelectric) الثنائية، الانحرافات الحرة تتناسب مع مربع الطول إلى نسبة السمك والقوة المانعة الثنائية تتناسب مع عرض المحرك ولن يتناسب عكسيا مع نسبة الطول إلى السماكة وهذه العلاقات تلخص المبادئ الاساسية لتصميم الحزم الثنائية.
ويمكن شراء أجهزة كهرضغطية (piezoelectric) من عدد من البائعين في مجموعة متنوعة من النماذج القياسية وتفصيلها. حيث انه في الكثير من الحالات يمتلك البائع مجموعات قياسية للاجهزة المصنعة والمعتمدة في تصنيعها على (piezoelectric) وهذه الاشكال تتألف من عدد قليل حالة المحركات مكدس، وهذه المنتجات القياسية تتكون عموما من شريحة قليلة الأشكال (على سبيل المثال، مربع، دائري، أو الحلقي) التي يتم تصنيعها مع تفاوت أرقام من طبقات (piezoelectric) الثنائية وعادة ما تكون ذات الجهد المنخفض (100-200 V).

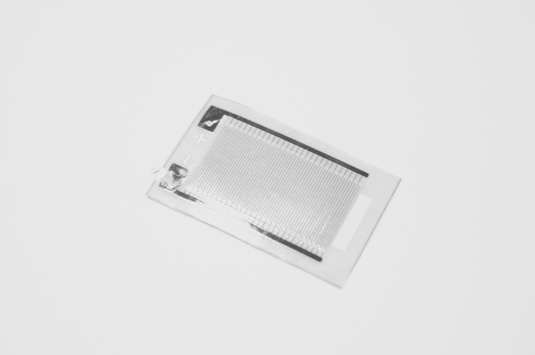
bimorph bender

اما في الجهد العالى (~1000v) يتوقف هذا على سمك طبقات الحزمة الفردية ويظهر ذلك في الشكل المقابل
(Piezoelectric ceramic bimorphs) تتوفر فيها أيضا الكثير من التكوينات القياسية وعلى الرغم من ذلك فانها تهدف في بعض الاجهزة لتكون ثنائية الوجه ويمكن أيضا ان تستخدم تلك الاجهزة ببساطة بدعم وترتيب في التصميم السليم واحيانا يمتلك البائع سلسلة من الاجهزة التي تحتوي على عدد أكبر من القوة ومسارات الانحراف وذلك موضح في الشكل المقابل.
بالإضافة إلى ذلك هناك مواتير ثنائية لل (piezoelectric) تباع اما في ترتيب متوازي أو متوالي،
حيث ان هناك دراسات كثيرة لحالة التوازي وتعتمد هذه الدراسات على مجموعة من المعادلات التي تربط النظم المختلفة في محركات (piezoelectric) مع بعضها.
اما في حالة التوالي فتعتمد على طبقتين من (piezoelectric) المتصلة مع بعضها وتكون عكس بعضها البعض في الاستقطاب وهذه الطبقات تكون متصلة كهريبا مع بعضها لذلك يكون أحد اوجه (piezoelectric) هو الأرض ويتم تطبيق القدرة على الوجه المعاكس أو الطبقة الأخرى حيث ان تغيير الأسلاك من سلسلة توصيل توازي لسلسة توصيل توالى لا يغير من الاداء الاساسى لل (piezoelectric bender) بل يغير فقط من كمية الجهد المطلوب لإنتاج كمية من الانحرافات المحددة أو إخراج قوة حيث انه في سلسلة التوالي نحتاج إلى جهد يكون ضعف الجهد المطلوب في سلسلة التوازي والتيار المطلوب يكون نصف ذلك في حالة سلسلة التوازي بالإضافة إلى ذلك فان سعة محول التوالي تساوى ربع السعة الناتجة من محول التوازي وذلك لنفس الشكل والتركيب الهندسى.

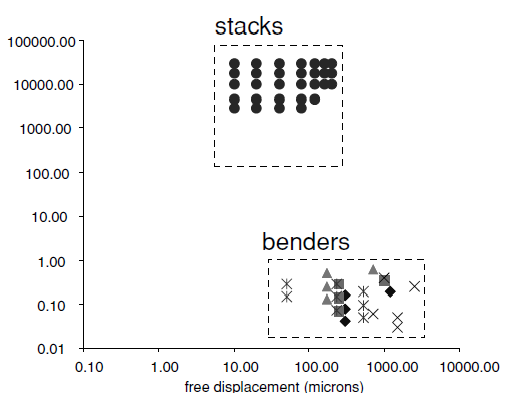
Force–deflection specifications for piezoelectric stacks and benders

لكل من محور التوالي والتوازي حيث ان النموذج لقوة الممانعة ومواصفات الانحراف الحر وحزم (piezoelectric)مع بعضها كل ذلك يظهر في الشكل المقابل. حيث ان هذا التخطيط يوضح هذه الحزم وطرق انحرافها حيث انها عموما تم تقيسمها إلى منطقتين حيث انه في التصميم للفراغ الذي تتحرك فيه القوة حيث تتم عملية الانحراف. حيث ان هذه المحركات تقع اسفل اليمين وجزء من مساحة التصميم في قوة الذي هو بين 0.01 وN 1 وازاحة حرة بين 50 ميكرو متر وما يقارب 3 مللي متر.
خلال العشرة أو الخمسة عشر عاما الماضية جرت ابحاث وتطورات جوهرية حول المحركات الكهرضغطية. كما يتبين من الاسم ان المحركات الكهرضغطية تستفيد من الترابط الميكانيكي بين المواد الكهرضغطية والحمل لعكس خواص انحراف القوة للمواد النقية. وبالنسبة للمواد الكهرضغطية فيسبب هذا زيادة في الإزاحة الناتجة يقابلها نقصان في القوة الناتجة. على هذا النحو يمكن تصنيع جميع الأجهزة التي تتجاوز طائفة واسعة من خصائص انحراف القوة أكثر من المعروضة في الشكل السابق.

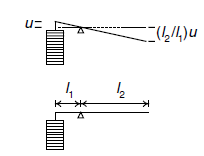
فكرة عمل الرافعه في الاجهزة الكهرضغطية

و لزيادة الإزاحة الناتجة للأجهزة الكهرضغطية يوجد مفهوم واحد وهو استخدام رافعة ميكانيكية بين المحرك والحمل. افترض رافعة ميكانيكية جاسئة كالمعروضة في الشكل المقابل مع نسبة تكبير l2\l1. الإزاحة المدخلة u ينتج عنها على الجانب الآخر من الرافعة ازاحة هي حاصل ضرب نسبة التكبير والإزاحة المدخلة. ولأن الشغل المبذول على جانبي الرافعة يجب ان يكون متساويا لذلك فإن الزيادة في الانحراف يرافقها نقصان في القوة الخارجة بنسبة هي عكس نسبة التكبير.

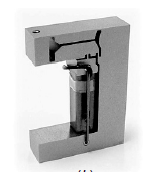
محرك رافعة كهرضغطية متاح تجاريا

الشكل المقابل مثال على محرك رافعة كهرضغطية متاح تجاريا. الرافعة الميكانيكية ليست حتى قريبة من بساطة المثال التوضيحي المعروض في الشكل السابق. الجهاز المعروض في الشكل السابق ينتج تقريب 100 ميكرومتر من الإزاحة مما يشير إلى ان نسبة التكبير حوالى 1\10. يجب تصميم الرافعة لتنتج نسبة التكبير المطلوبة بالإضافة إلى الصلابة الضرورية لتحمل الإجهادات الداخلية التي تتولد من انحناء الرافعة الناتج عن ازاحة المحرك.
نوع اخر من المحركات الكهرضغطية يسمى محرك الشد الانحنائي يستخدم محراب مصمم خصيصا لزيادة الانحراف الخارجي الناتج عن استطالة الشبكة الكهرضغطية. السمة الرئيسية لمحركات الشد الانحنائي هي أن استطالة الشبكة تنتج انحناء في المحراب والذي ينتج بالتبعية تكبير خطي للإزاحة الناتجة على الجهاز. التصميم المناسب للمحراب يؤدي إلى القدرة على التحكم في نسبة التكبير كما في نسبة التكبير في الرافعة الميكانيكية.
فكرة عمل اجهزة الشد الانحنائي اقترحها في الأصل رويستر في بدايات عام 1970. وتجدد الاهتمام بهذا المجال في نهايات عامي 1980 و1990. وآخر تجسيدان لفكرة العمل هما محرك موني ومحرك كيمبال. فكرة العمل الاساسية لمحركي موني وكيمبال هي الاستفادة من تمدد المحرك الكهرضغطى (عادة ما تكون شبكة ولكن يمكن ان تكون اسطوانة) لانحناء المحراب. الاختلاف الرئيسى بين التصميمات هو شكل المحراب. يمكن تصميم المحراب لتحسين الانحرافات والقوى التوليدية للمحرك. القيم النموذجية للإزاحة الحرة والقوة في تصميم كيمبال هي 160 ميكرومتر و15 نيوتن على الترتيب.
تصميمات محراب متطورة أخرى استخدمت لتخليق فئة من محرك الشد الانحنائي التي لها مدى عريض من مواصفات القوى والازاحات الحرة. سلسلة من المحركات متاحة عند الباعة مثل المواد والمنشآت الديناميكية تستفيد من محراب يدمج نقاط الانحناء لتخطيط الانحرافات الناتجة والقوى للجهاز. هذا المفهوم يمكن مدى عريض من المحركات خواص محددة للقوى والازاحات.
المحركات في هذه الفئة من الاجهزة التي لها انحرافات حرة تقريبا ما بين 150 ميكرومتر وأكثر من 2 مللي متر ومواصفات للقوى بين العشرات والمئات من النيوتن. اغلب محركات الرافعة التي نوقشت في هذه النقطة تكبر عند نسق العمليات 33 للمحول. والجدير بالذكر ان العملية عند نسق 33 أفضل مقارنة بنسق 31 ويرجع هذا لارتفاع كثافة الطاقة الحجمية للمحركات الشكية مقارنة بمحركات بندر. الحسابات التمثيلية في هذا الجزء تبين ان كثافة الطاقة الحجمية للشبكات متعددة الطبقات ما يقارب 8 أو 10 اضعاف مقارنة ببيمورف بندر. على الرغم من ان كثافة الطاقة اقل في بيمورف بندر تظل مفيدة لتطبيق تقنيات الرفع الميكانيكية لمحركات الانحناء بغرض زيادة ازاحتهم الناتجة لقيم أكبر حتى من الكابولي النموذجي لبيمورف.
تم تطوير فئة ضخمة من محركات يونيمورف والتي تستفيد من تمدد المواد الكهرضغطية في نسق 31 لتحرك الركيزة التي لها تكوين هندسي مصمم ليكبّر الانحراف الناتج في اتجاه عمودي على الطبقة الكهرضغطية. وكما يتضح من الاسم يونيمورف هذه المحركات في الاصل تستخدم فقط في طبقة كهرضغطية منفردة موازية للمحور المحايد للمحرك والركيزة المركب لينتج الاستجابة.
فئة واحدة من محركات يونيمورف تستخدم مقاطع الإجهاد المنحنية لتكبير استجابة الإزاحة. هذه المحركات صنعت بربط المحركات الكهرضغطية بركيزة معدنية عند درجة حرارة مرتفعة. عند التبريد معاملات التمدد الحراري المختلفة للطبقات الفعالة والطبقات الغير فعالة ينتج عنها شكل منحنى في كل من الركيزة والمادة الكهرضغطية تحت تأثير الإجهادات.
تطبيقات المجال الكهربائي للطبقة الكهرضغطية تنتج عزم انحناء في المركب المعدني الكهرضغطي وتنتج انحراف عمودي في المحرك. مواد المحرك في هذه الفئة تتضمن محركات القوس قزح ومحركات الهلال ومحركات الرعد. تمت دراسة محركات الرعد على نطاق واسع وهي متاحة تجاريا من (Face International Corporation). وقد باعو تشكيلة من الابعاد مع مدى لخواص الإزاحة الحرة من 100 ميكرو متر إلى 7 مللى متر ومدى لخواص القوة من 3 نيوتن إلى أكثر من 100 نيوتن.
فئة مبتكرة من اجهزة بيمورف التي تمكن من اداء التحجيم هي محركات كتلة البناء. نوع واحد من المحركات هو الكتلة سي والذي يتكون من مقطع منحنى من خزف كهروضغطي أو بوليمر مشكل على شكل حرف سي باللغة الإنجليزية. نوع آخر من محركات كتلة البناء هو محرك احادي الانحناء. والنوعان السابقان لهما القدرة على التحجيم في النطاق الذي يسمح بجعلها متصلة ميكانيكيا في سلسلة أو موازية لخيط من خواص انحراف القوى لجهاز مشترك. التجارب الديناميكية لعناصر إعادة الانحناء الفردية المشيدة بمواد بيزوخزفية تقدر ازاحتها بما يقارب 70 ميكرو متر لقيادة الفولتية في مدى خطي.